# Смрјене
Смрјене (словен. Smrjene) је насељено место у општини Шкофљица, Средњесловенска регија, Словенија.

## Историја
До територијалне реорганизације у Словенији било је у саставу града Љубљане, односно старе општине Вич–Рудник.

## Становништво
У попису становништва из 2011. године, Смрјене је имало 732 становника.
| Број становника према пописима | Број становника према пописима | Број становника према пописима |
| ------------------------------ | ------------------------------ | ------------------------------ |
| 1991                           | 2002                           | 2011                           |
| 167                            | 510                            | 732                            |

Напомена: Године 1953. повећано за насеље Брезје које је укинуто.

## Галерија
- пут
- пејзаж
- табла на улазу
- засеок Брезје